# 志村無線電機
志村無線電機株式会社（しむらむせんでんき）は東京都千代田区にある電子部品の卸売販売会社。

## 概要
志村義雄によって、1930年に東京市浅草区永住（現・台東区元浅草）にラジオ・無線機の卸売商・志村商会が設立されたのが始まり。1938年に足立区千住緑町に製造部門・志村無線工業所を設立。1943年には志村無線通信機株式会社に改組。
戦争で事業所が焼かれたため、終戦後の1945年に神田区神田五軒町（現・千代田区外神田6丁目）の地に志村無線通信機を再建。翌年に現社名になる。
再建当初は千代田区神田末広町（現・千代田区外神田5丁目）近辺に店を構えていた。1956年に現在地に移転。1962年に現本社屋に改築。
1990年代中頃までは一般家電・雑貨の小売も行っていたが、現在では電気部品の卸売に特化している。
現在、本社屋1階には携帯ショップ「テルルモバイルNeo秋葉原店」が、地下1階および1～3階に喫茶店「CAFE MOCO」が入居している。

## 沿革
- 1930年（昭和5年）2月 - 東京市浅草区永住125番地に志村商会が創業。
- 1938年（昭和13年）11月 - 東京都足立区千住緑町2番地に志村無線工業所を設立。
- 1942年（昭和17年）9月 - ラジオ受信機統制組合、電気機械統制会に加入。
- 1943年（昭和18年）11月 - 軍需増大のため、志村無線工業所を志村無線通信機株式会社と改組。
- 1945年（昭和20年）3月 - 戦禍のため、両事業所焼失。
- 1945年（昭和20年）11月 - 東京都千代田区神田五軒町8番地に志村無線通信機株式会社を再建。
- 1946年（昭和21年）3月 - 志村無線電機株式会社と社名を変更。
- 1956年（昭和31年）2月 - 東京都千代田区外神田の現在地に移転。
- 1962年（昭和37年）1月 - 本社屋を新築竣工。
- 1965年（昭和40年）5月 - 資本金1千万に増資。
- 1975年（昭和50年）4月 - 社主　志村義雄『藍綬褒章』受章。
- 1981年（昭和56年）4月 - 社主　志村義雄『勲五等双光旭日章』受章。
- 1992年（平成4年）5月 - シムラムセン（家電品販売　外商）、シムラパーツセンター（電子部品販売）に分割。
- 1995年（平成7年）7月 - コーヒーショップ『CAFE MOCO』を開店。
- 1996年（平成8年）6月 - 本社屋1階にIDOプラザ秋葉原中央通り店を開店。
- 1999年（平成11年）3月 - 社主 志村義雄が死去。
- 2000年（平成12年）3月 - ホームページ開設・取扱い商品をインターネット上で通信販売を始める。
- 2005年（平成17年）6月 - auショップ秋葉原中央通り店が閉店。
- 2005年（平成17年）9月 - 本社屋1階にボーズ・ショーケースストア秋葉原店が開店。
- 2011年（平成23年）7月 - ボーズ・ショーケースストア秋葉原店が閉店。
- 2011年（平成23年）8月 - 本社屋1階にテルルモバイルNeo秋葉原店が開店。